# 初倉村

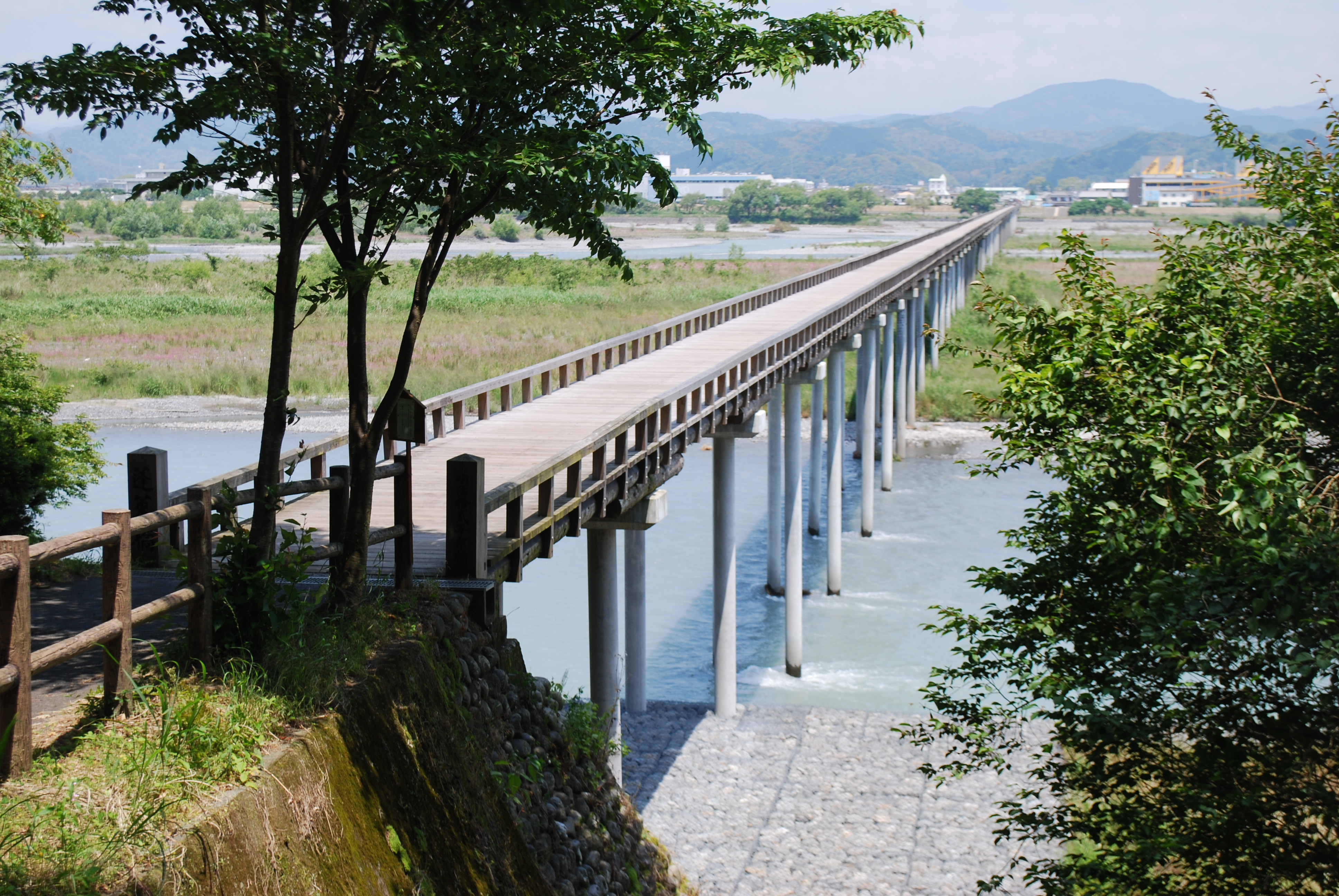
初倉村と島田市を結んでいた蓬萊橋（木造橋）

初倉村（はつくらむら）は、静岡県榛原郡にかつて存在した村である。現在の静岡県島田市の南部にあたる。

## 歴史
- 1889年（明治22年）4月1日 - 町村制の施行により、榛原郡坂本村、湯日村、船木村、大柳新田、中河村、牧ノ原（一部）が合併して初倉村が発足[1]。旧村名がそれぞれ大字となった[1]。初倉村役場は大字坂本[1]。同年に初倉尋常小学校開校[1]。
- 1892年（明治25年） - 初倉尋常小学校が初倉尋常高等小学校に改称[1]。
- 1957年（昭和32年）4月1日 - 大字湯日（一部）、牧之原（一部）を分離し金谷町に編入[1]。
- 1961年（昭和36年）6月1日 - 島田市に編入され消滅。各大字は島田市の大字となる[1]。